# Акопкохян, Исраел Акопович
Исрае́л Ако́пович Акопкохя́н (арм. Իսրայել Հակոբկոխյան; род. 21 октября 1960, Ереван) — советский боксёр и армянский тренер, шестикратный чемпион СССР (1979, 1981—1983, 1989, 1991), трёхкратный чемпион Европы (1985, 1989, 1991), обладатель Кубка мира (1985), чемпион мира (1989), двукратный победитель Игр доброй воли (1986, 1990). Заслуженный мастер спорта СССР (1989). Выдающийся боксёр СССР (1989).

## Биография
Исраел Акопкохян родился 21 октября 1960 года в Ереване. Начал заниматься боксом в 1972 году под руководством заслуженного тренера СССР Роберта Оганесяна. В 1979 году стал чемпионом мира среди юниоров и победителем VII летней Спартакиады народов СССР в первом полусреднем весе. В 1980 году перешёл в более тяжёлую весовую категорию (67 кг) и был включён в состав сборной СССР на Олимпийских играх в Москве. Из-за неудачной жеребьёвки ему уже в первом круге пришлось встречаться с главным фаворитом соревнований кубинцем Андресом Альдамой. В равном бою с минимальным преимуществом победу одержал кубинский боксёр, который в дальнейшем выиграл эти соревнования.
В течение последующих 11 лет Исраел Акопкохян оставался одним из сильнейших советских боксёров-средневесов, ещё пять раз побеждал на чемпионатах СССР, трижды на чемпионатах Европы, дважды на Играх доброй воли, был обладателем Кубка мира и чемпионом мира. Наиболее успешным для него выдался 1989 год, когда он становился чемпионом СССР, Европы и мира в первом среднем весе. В 1991 году был близок к повторению этого достижения, но в финале чемпионата мира в Сиднее проиграл по очкам известному кубинскому боксёру Хуану Карлосу Лемусу.
После завершения своей спортивной карьеры в 1991 году Исраел Акопкохян занялся тренерской деятельностью в ереванской детско-юношеской спортивной школе. В 1999–2000 годах был главным тренером национальной сборной Армении по боксу.